# 友人フリッツ
『友人フリッツ』（L'amico Fritz）は、ピエトロ・マスカーニが作曲した3幕から構成されるオペラである。劇中の間奏曲や第2幕の『さくらんぼの二重唱』、第3幕の『おお愛よ、美しい心の光』が独立して演奏されるほど有名。前作の悲劇性が浮き彫りとなっている『カヴァレリア・ルスティカーナ』とは対照的に、『友人フリッツ』は軽快な内容で『牧歌的オペラ』と一部では呼ばれる。全曲の上演は少ない。

## 概要
1891年の初め頃に、ローマのコスタンツィ劇場から同年の秋のシーズンにおける軽い内容のオペラを上演するため、マスカーニに新作の委嘱を受けたことによる。マスカーニは前作の『カヴァレリア・ルスティカーナ』とは違う作風にすることを考え、その題材としてエミール・エルクマンとアレクサンドル・シャトゥリアンの小説『友人フリッツ』（1869年発表）に決定し、台本の作成をP. スアルドンに依頼して作曲に取り組み、短期間で完成させる。
初演は1891年の10月31日にローマのコスタンツィ劇場で行われ、成功を収める。初演当日は7曲がアンコールされ、カーテンコールは35回も応えるほどであった（カーテンコールはマスカーニも参加した）。この他に1892年の1月16日にハンブルクでグスタフ・マーラーの指揮で、同年の5月23日にロンドンのロイヤル・オペラ・ハウス、1893年の10月19日にメルボルンでも行われている。
マスカーニ自身は1942年に自作自演の録音を残している。

## 楽器編成
- 木管楽器:フルート3（ピッコロ持ち替え）、オーボエ2、クラリネット2、ファゴット2
- 金管楽器:ホルン4、トランペット2、トロンボーン3、テューバ
- その他:ティンパニ、打楽器類、ハープ、弦5部、舞台裏にオーボエ

## 登場人物
| 人物名           | 声域                       | 役                           |
| ---------------- | -------------------------- | ---------------------------- |
| フリッツ・コブス | テノール                   | 独身主義者の農場主           |
| スゼル           | ソプラノ                   | 農場の管理人の村娘           |
| ダヴィッド       | バリトン                   | ユダヤ教の司祭。結婚の仲介人 |
| ベッペ           | ソプラノ                   | ジプシーの少女               |
| フェデリコ       | テノール                   | フリッツの友人。同じく独身   |
| アネッツィオ     | バス                       | フリッツの友人。同じく独身   |
| カテリーナ       | メゾソプラノまたはソプラノ | 家政婦                       |

## あらすじ
時と場所:19世紀末のアルザス地方。

### 第1幕 フリッツ家の食堂
短い前奏曲で幕が上がる。お金持ちで裕福な農場主のフリッツは独身主義者で、結婚は災いのもとであると信じており、司祭のダヴィッドが夫婦の愛と喜びを説くが、結婚や愛に対して否定的な考えを持つフリッツは取り合わない。そこに友人のフェデリコとアネッツォがフリッツの40歳の誕生日を祝して家に訪問し、家政婦のカテリーナが食事の用意をし、パーティーを開いて乾杯する。カテリーナが農場の管理人の一人娘スゼルが祝いにやって来たことを告げる。すみれの花束を手に入って来たスゼルは、恥ずかしそうにしてフリッツに花束を差し上げる（アリア『この僅かな花を』とロマンスを歌う）。フリッツはお礼を言い、スゼルを自分の隣の席に来るよう勧めるが、その愛らしいスゼルの姿を見て心が動く。
出かけに行ったダヴィッドが戻って来て、スゼルの姿を見て「大きくなって美しくなったな」と感嘆する。すると外からヴァイオリンの音が聞こえ、ジプシー娘のベッペが祝いにやって来る。ダヴィッドに促されて歌を歌い始めるベッペ（バラード『哀れな子供たち』）、愛情豊かな人が哀れな子を救ったバラードで、友人たちは喝采する。間もなくスゼルは迎えが来て帰宅し、彼女の美しさに魅了されたダヴィッドはフリッツに「花嫁を探してやる」と言う。しかしフリッツは「そんなことはしない」と言い、両者は言い争いから賭け事にまで発展。ダヴィッドは「近いうちに結婚させる」と言い、フリッツは「クレルフォンテーヌのぶどう園を賭ける」と言い出す。祝いに来た村の人々の合唱で幕となる。

### 第2幕 メサジェの農場近くの果樹園
翌朝。スゼルは熟したさくらんぼを摘み、フリッツに食べてもらおうと思っている。遠くから農夫たちの合唱が聞こえてくる。花束を作りながらバラードを歌う（『美しい騎士様』）。そこへ見回りをしていたフリッツがやって来る。スゼルは花束を差し出し、摘み取ったさくらんぼをフリッツに投げる。（さくらんぼの二重唱『真っ赤に熟した』）。フリッツはスゼルの美しさに気付く。ダヴィッドや友人たちが乗った馬車が鈴の音を響かせながら来る。皆が他の農地を見に行く間、ダヴィッドはスゼルの元に残り、水を貰って飲み干すと『旧約聖書』の『創世記』（第24章）に登場するレベッカ（リベガ）の物語の話をし始め、スゼルの気持ちを確かめようとする。「どう答えるのか」と聞くと恥ずかしそうに去ってゆくスゼル。
やがてフリッツが戻って来る。確信したダヴィッドは「近く結婚するだろう」と告げると、フリッツは激しく動揺し、怒り、我を忘れてダヴィッドを追い払う。内心混乱した状態でフリッツは「スゼルを忘れる」と言い出し、馬車が来て友人たちと一緒に帰り農地を後にする。スゼルは涙を流し、ダヴィッドは「愛の涙だ」と呟く。舞台裏からは「遠くに行った恋は、二度と戻ってこない」と合唱が聞こえて幕となる。そのまま間奏曲に入る。

### 第3幕 フリッツ家の食堂
第1幕と同じ場所。別れの言葉をせずに帰宅したフリッツは悔みながら、スゼルのことを思い浮かべる。そこにベッペが訪れ、悩みを察した彼女は慰めとしてカンツォネッタを歌う。しかし立ち直れないフリッツは「一人にして欲しい」と言い、仕方なくベッペは家を後にして立ち去る。再び一人になるフリッツは恋の思いを歌う（『おお愛よ、美しい心の光』）。次にダヴィッドがやって来ると、スゼルの結婚話を持ち出し、「お金持ちの若者と結婚することになった」と話す。スゼルの父親が同意を求めて家に来ると言うが、「同意しない」と怒るフリッツは家を出て行く。果物を届けにやって来たスゼルも元気がなく、悲しい顔をしている。ダヴィッドは励ましてそのまま家を出る。一人になるスゼル（アリア『私には涙と苦しみしか残らない』を歌う）。
そこへフリッツが現れ、スゼルに結婚の意思を問い詰めて自らの思いを打ち明かし、「君を愛している」と愛の告白をする。
喜ぶスゼルも「愛しています」と答え、2人は抱き合い喜びを歌う。友人たちと一緒に現れたダヴィッドは「賭けは私の勝ち」と言うが、ぶどう園をスゼルに贈呈すると宣言し、周囲の喝采を浴びる。独身の友人フェデリコとアネッツォらはからかいつつもフリッツを祝福し、一同は「おお愛よ、美しい心の光」と歌って幕を閉じる。

## 日本初演
日本での初演は1961年6月6日に大阪芸術公演の一環として大阪毎日ホールで行われた。日本初演時のタイトルは『アルザスの女ぎらい』であった。